# Rzeki-Hütte
Die Rzeki-Hütte (pl. Chata na Rzekach) liegt auf einer Höhe von 720 m ü. NN in Polen in den Beskiden auf dem nördlichen Berghang des Turbacz.

## Geschichte
Die Hütte wurde 1980 erbaut. Bis 1996 befand sich im Gebäude der Verwaltungssitz des Nationalparks Gorce. Danach wurde das Gebäude von privaten Käufern erworben, die es als Schutzhütte mit 50 Betten nutzen.

## Zugänge
Die Hütte ist u. a. zu erreichen:
- ▬ von Przełęcz Borek auf einem blau markierten Wanderweg
- ▬ vom Gorc auf einem blau markierten Wanderweg

### Gipfelbesteigungen
Gipfel in der näheren Umgebung der Hütte sind:
- Turbacz (1310 m)
- Gorc (1228 m)